# 六十八角形

正六十八角形

六十八角形（ろくじゅうはちかくけい、ろくじゅうはちかっけい、hexacontaoctagon）は、多角形の一つで、68本の辺と68個の頂点を持つ図形である。内角の和は11880°、対角線の本数は2210本である。

## 正六十八角形
正六十八角形においては、中心角と外角は5.294…°で、内角は174.705…°となる。一辺の長さが a の正六十八角形の面積 S は
{\displaystyle S={\frac {68}{4}}a^{2}\cot {\frac {\pi }{68}}\simeq 367.70439a^{2}}
{\displaystyle \cos(2\pi /68)}は有理数と平方根の組み合わせのみで表せる。
{\displaystyle \cos {\frac {2\pi }{68}}=\cos {\frac {\pi }{34}}={\frac {1}{2}}{\sqrt {2+{\frac {1}{8}}\left({1-{\sqrt {17}}+{\sqrt {34-{\sqrt {68}}}}+{\sqrt {68+{\sqrt {2448}}+{\sqrt {2720+{\sqrt {6284288}}}}}}}\right)}}}

### 正六十八角形の作図
正六十八角形は定規とコンパスによる作図が可能な図形である。